# لارس بورگسمولر
 لارس بورگسمولر (انگلیسی: Lars Burgsmüller؛ زاده ۶ دسامبر ۱۹۷۵) یک تنیس‌باز اهل آلمان است.